# Liste der Herrscher von Belgien

Wappen der Könige der Belgier aus dem Haus Sachsen-Coburg und Gotha

Die Liste der Herrscher von Belgien umfasst alle Könige der belgischen Monarchie, d. h. des seit der Belgischen Revolution 1830/1831 unabhängigen Staates Belgien, wobei die korrekte Bezeichnung des Königs nicht König von Belgien lautet, sondern König der Belgier (französisch Roi des Belges, niederländisch Koning der Belgen). Das soll zum Ausdruck bringen, dass der König aufgrund der Monarchie in erster Linie mit dem Volk und nicht mit dem Territorium bzw. dem Staat verbunden ist. Seit 2013 regiert Philippe.

## Könige der Belgier in der Reihenfolge

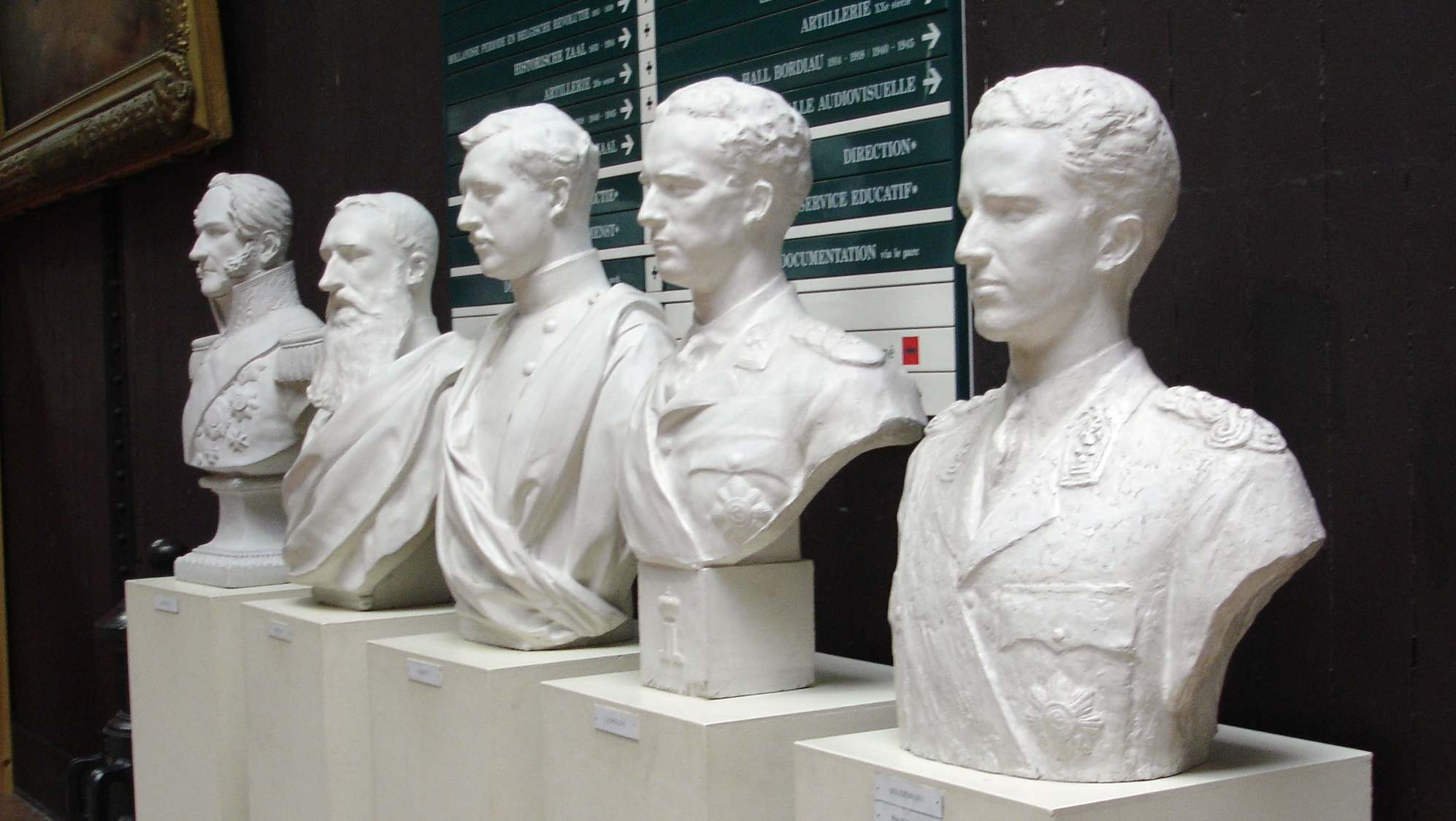
Die Könige der Belgier von 1830 bis 1993, von links: Leopold I., Leopold II., Albert I., Leopold III. und Baudouin

Leopold I. (21. Juli 1831 – 10. Dezember 1865)
Leopold II. (17. Dezember 1865 – 17. Dezember 1909)
Albert I. (23. Dezember 1909 – 17. Februar 1934)
Leopold III. (23. Februar 1934 – 16. Juli 1951)
Karl-Theodor Prinzregent (20. September 1944 – 22. Juli 1950)
Baudouin (17. Juli 1951 – 31. Juli 1993) (Regent ab 11. August 1950)
Albert II. (9. August 1993 – 21. Juli 2013)
Philippe (seit 21. Juli 2013)
Es gab eine spezielle Gepflogenheit, die belgischen Könige sofort mit „der Erste“ zu bezeichnen, auch wenn sie zu dem Zeitpunkt der einzige Träger des Namens waren (also Baudouin I., französisch Baudouin Ier, niederländisch Baudouin I). Dies gilt inzwischen als überholt. König Philippe und König Baudouin werden nicht bzw. nicht mehr „der Erste“ genannt.

## Genealogie
| Leopold I. König der Belgier (1831–1865)  |        |                                            |        |                                                                   |
| Sohn                                      |        |                                            |        |                                                                   |
| Leopold II. König der Belgier (1865–1909) | Bruder | Philipp, Prinz von Belgien 1837–1905       |        |                                                                   |
|                                           |        | Sohn                                       |        |                                                                   |
|                                           |        | Albert I. König der Belgier (1909–1934)    |        |                                                                   |
|                                           |        | Sohn                                       |        |                                                                   |
|                                           |        | Leopold III. König der Belgier (1934–1951) | Bruder | Karl-Theodor Prinz von Belgien Regent des Königreichs (1944–1950) |
|                                           |        | Sohn                                       |        |                                                                   |
|                                           |        | Baudouin König der Belgier (1951–1993)     | Bruder | Albert II. König der Belgier (1993–2013)                          |
|                                           |        |                                            |        | Sohn                                                              |
|                                           |        |                                            |        | Philippe König der Belgier (seit 2013)                            |
|                                           |        |                                            |        | Tochter                                                           |
|                                           |        |                                            |        | Elisabeth Prinzessin von Belgien (Thronfolgerin)                  |

## Belgische Königinnen und weitere Eheleute der Monarchen
Belgische Königinnen tragen den Titel Königin der Belgier. Durch Tod oder Abdankung ihres Ehepartners erhalten sie den Titel Königin von Belgien, während der Titel Königin der Belgier auf die neue Königin übergeht.
- Louise d’Orléans, Königin der Belgier (1832–1850), durch Ehe mit Leopold I.
- Marie Henriette von Österreich, Königin der Belgier (1865–1902),  durch Ehe mit Leopold II.
- Elisabeth Gabriele in Bayern, Königin der Belgier (1909–1934), Königin von Belgien (1934–1965), durch Ehe mit Albert I.
- Astrid von Schweden, Königin der Belgier (1934–1935), durch Ehe mit Leopold III.
- Mary Lilian Baels, Prinzessin von Réthy (1941–1951), zweite Ehefrau Leopolds III.
- Fabiola de Mora y Aragón, Königin der Belgier (1960–1993), Königin von Belgien (1993–2014), durch Ehe mit Baudouin
- Paola Ruffo di Calabria, Königin der Belgier (1993–2013), Königin von Belgien (seit 2013), durch Ehe mit Albert II.
- Mathilde d’Udekem d’Acoz, Königin der Belgier (seit 2013), durch Ehe mit Philippe

## Weitere Mitglieder der belgischen königlichen Familie
- Elisabeth von Belgien (* 2001), Herzogin von Brabant, belgische Thronfolgerin
- Prinzessin Josephine-Charlotte (1927–2005), Großherzogin von Luxemburg, ältere Schwester der Könige Baudouin und Albert II.